# Люманда
Лю́манда (ест. Lümanda küla) — село в Естонії, у волості Ляене-Сааре повіту Сааремаа.

## Населення
Чисельність населення на 31 грудня 2011 року становила 154 особи.

## Географія
Через село проходить автошлях 102 (Мустьяла — Кігелконна — Тегумарді). Від села починається шосе 109 (Тійріметса — Люманда).

## Історія
Про поселення вже згадувалось у 1522 році.
Історично село належало до приходу Кігелконна (Kihelkonna kihelkond).
До 1977 року село мало назву Алевіку (Aleviku küla).
До 12 грудня 2014 року село Люманда входило до складу однойменної волості і було її адміністративним центром. При утворенні волості Ляене-Сааре до села були приєднані ще 2 села: Пиллукюла (Põlluküla) та Кярду (Kärdu).

## Пам'ятки природи
Між селами Леедрі та Люманда розташовується заказник Ланнасмаа (Lannasmaa hoiuala), площа — 14,3 га.

## Історичні пам'ятки
У 1870 році в селі була збудована православна церква Преображення Господнього (Lümanda Issanda Muutmise kirik). Храм належить до Естонської апостольсько-православної церкви.

## Галерея

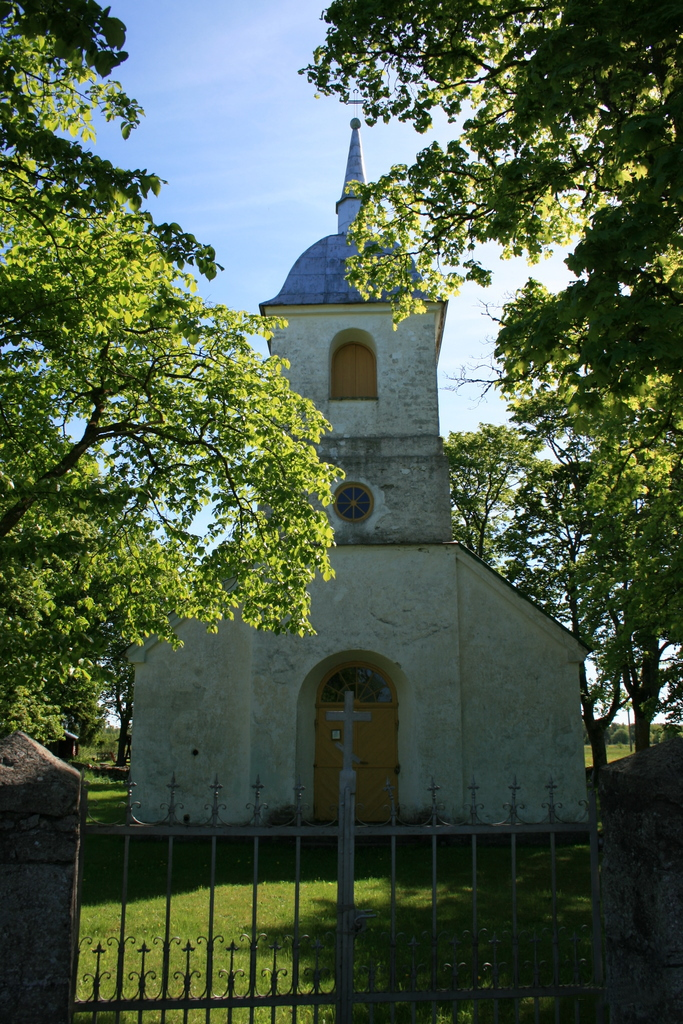
Будівля церкви
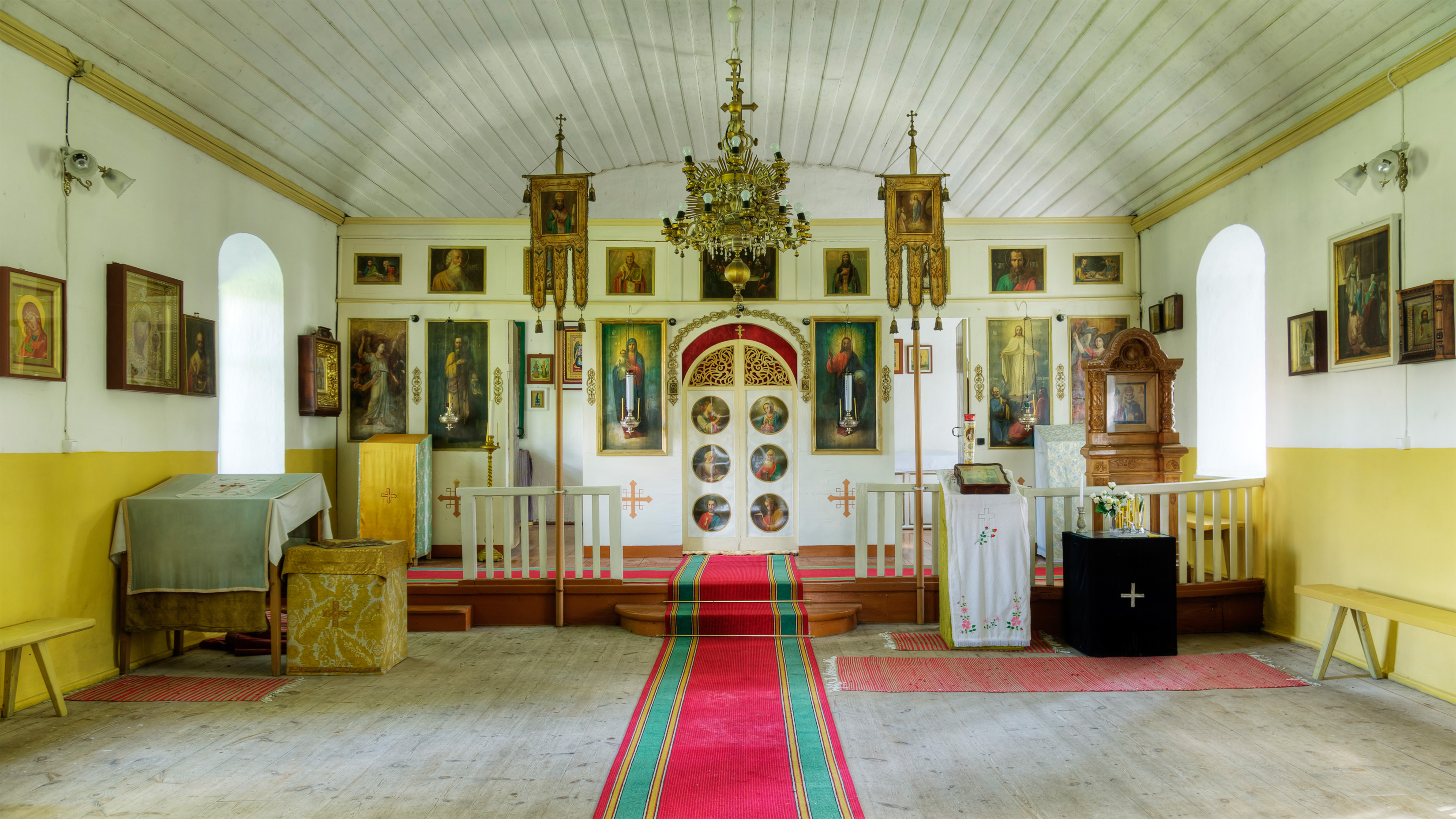
Внутрішнє вбрання церкви